# 巴尔萨克 (德龙省)
巴尔萨克（法語：Barsac，法語發音：[baʁsak]）是法国德龙省的一个市镇，位于该省中部偏东，属于迪镇区。

## 地理
巴尔萨克（44°43'51"N, 5°17'28"E）面积15.58 平方千米，位于法国奥弗涅-罗讷-阿尔卑斯大区德龙省，该省份为法国东南部内陆省份，北起顺时针与伊泽尔省、上阿尔卑斯省、上普罗旺斯阿尔卑斯省、沃克吕兹省和阿尔代什省接壤。
与巴尔萨克接壤的市镇（或旧市镇、城区）包括：迪瓦地区索洛尔、欧雷勒、迪镇、波内和圣欧邦、蓬泰、圣克鲁瓦、韦尔舍尼。

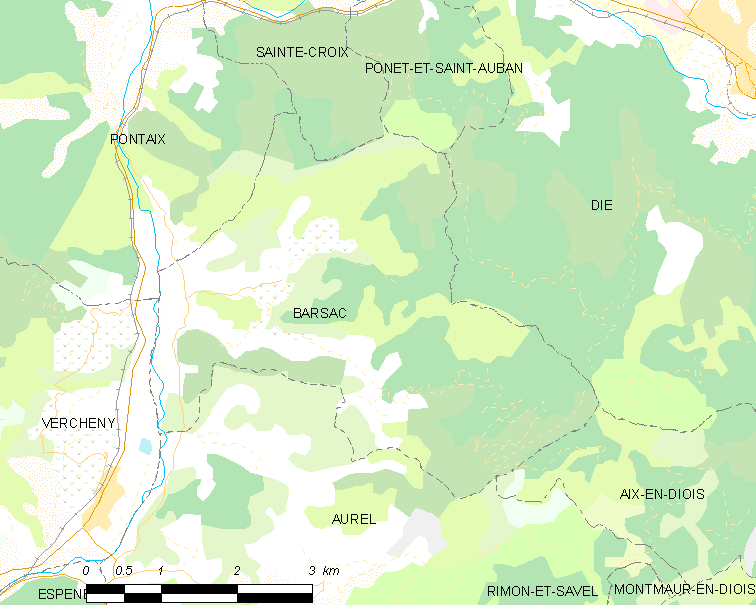
的OSM定位图

巴尔萨克的时区为UTC+01:00、UTC+02:00（夏令时）。

## 行政
巴尔萨克的邮政编码为26150，INSEE市镇编码为26027。

## 政治
巴尔萨克所属的省级选区为迪瓦县。

## 人口

1962-2008年间人口变化图示

巴尔萨克于2022年1月1日时的人口数量为152人。